# Fisklövsen
Fisklövsen är en sjö i Gagnefs kommun i Dalarna och ingår i Dalälvens huvudavrinningsområde. Sjön har en area på 0,0909 kvadratkilometer och ligger 216,2 meter över havet.

## Delavrinningsområde
Fisklövsen ingår i det delavrinningsområde (670751-145849) som SMHI kallar för Ovan 671046-145680. Medelhöjden är 277 meter över havet och ytan är 20,49 kvadratkilometer. Det finns ett avrinningsområde uppströms, och räknas det in blir den ackumulerade arean 28,01 kvadratkilometer. Bröttjärnaån som avvattnar avrinningsområdet har biflödesordning 3, vilket innebär att vattnet flödar genom totalt 3 vattendrag innan det når havet efter 248 kilometer. Avrinningsområdet består mestadels av skog (77 procent). Avrinningsområdet har 0,77 kvadratkilometer vattenytor vilket ger det en sjöprocent på 3,7 procent.